# Claude Foreau
Pour les articles homonymes, voir Foreau.
Claude Foreau, né le 12 juin 1903 à Paris 16e, où il est mort le 24 avril 1973, est un peintre français.

## Biographie
Claude Foreau nait en 1903 à Paris dans une famille de la bourgeoisie aisée parisienne. Il est le fils du peintre Henri Foreau (1866-1938),. Ils habitent dans un immeuble familial du 16e arrondissement où son père a aussi son atelier et auquel il succédera dans les lieux jusqu'à sa mort.[source insuffisante]
Après des études au lycée Janson-de-Sailly, il entre à l'Académie Julian[réf. nécessaire]. Il est présenté par Fernand Cormon, son maître, à l'École des beaux-arts de Paris. Il y est admis le 13 mai 1921, et à titre définitif le 14 novembre 1922. Il est l'élève de Cormon, de Renard et de Jean-Paul Laurens.
Il expose au Salon dès 1924. Il y obtient une médaille d'or en 1927. Il part ensuite comme pensionnaire à Rome à la villa Médicis. En 1932, il obtient le grand prix national de peinture, prix alors décerné chaque année par le Conseil supérieur des beaux-arts.
Comme architecte, il exécute des commandes pour des particuliers, des décors de scènes de théâtre, une participation à la décoration de La Coupole. Il va surtout participer activement à l'Exposition coloniale de Paris et à l'Exposition internationale où il devient secrétaire général de « l'Art des Fêtes » en 1937. Il laisse des maquettes de travail caractéristiques du style de cette période.[réf. nécessaire]
Pendant la Seconde Guerre mondiale, il s'engage dans la Résistance, obtient la croix de Guerre et la croix du combattant volontaire.[réf. nécessaire]
Il va régulièrement en villégiature au Pays basque de la fin des années 1940 aux années 1960.[réf. nécessaire]
Il se rend régulièrement dans le Poitou. Il peint des scènes de foires paysannes, de coteaux boisés, de chasse, Château-Larcher, ce bourg médiéval où il possède la tour Mesgon (IXe siècle). Il peint Paris (Place de la Madeleine, Place des Vosges), la Vallée de Chevreuse (scènes de bal près du lac).[réf. nécessaire]
En 1957, il est nommé chevalier de la Légion d'honneur au titre des Arts. En 1967, il obtient la médaille d'honneur au Salon des artistes français.[réf. nécessaire] Il exposera jusqu'à la fin à ce Salon, dont il fera partie du jury. Sa dernière grande exposition a lieu à Reims avec Paul Jouve en 1967.[réf. nécessaire]
Claude Foreau meurt en 1973.
Ses œuvres sont achetées notamment par la mairie de Charleville et le lycée Chaptal à Paris.[réf. nécessaire]

## Œuvres
- Les Ardoisiers d'Angers se baignant après le travail, 1927, huile sur toile, localisation inconnue[8].